# 96. dodjela Oscara
96. dodjela Oscara održala se u Los Angelesu u Dolby Theatreu, 10. ožujka 2024. Ceremoniju je vodio Jimmy Kimmel.
Nominirani za 96. dodjelu Oscara objavljeni su 23. siječnja 2024. u kazalištu Samuel Goldwyn u Beverly Hillsu.

## Kandidati i dobitnici

### Najbolji film
- Oppenheimer – Emma Thomas, Charles Roven, Christopher Nolan
- American Fiction – Ben LeClair, Nikos Karamigios, Cord Jefferson i Jermaine Johnson
- Anatomija pada – Marie-Ange Luciani i David Thion
- Barbie – David Heyman, Margot Robbie, Tom Ackerley i Robbie Brenner
- The Holdovers – Mark Johnson
- Ubojice cvjetnog mjeseca – Dan Friedkin, Bradley Thomas, Martin Scorsese i Daniel Lupi
- Maestro – Bradley Cooper, Steven Spielberg, Fred Berner, Amy Derning i Kristie Macosko Krieger
- Prošli životi – David Hinojosa, Christine Vachon i Pamela Koffler
- Uboga stvorenja – Ed Guiney, Andrew Lowe, Yorgos Lanthimos, Emma Stone
- Zona interesa – James Wilson

### Najbolji redatelj
- Christopher Nolan – Oppenheimer
- Justine Triet – Anatomija pada
- Martin Scorsese – Ubojice cvjetnog mjeseca
- Yorgos Lanthimos – Uboga stvorenja
- Jonathan Glazer – Zona interesa

### Najbolji glavni glumac
- Cillian Murphy – Oppenheimer as J. Robert Oppenheimer
- Bradley Cooper – Maestro as Leonard Bernstein
- Colman Domingo – Rustin as Bayard Rustin
- Paul Giamatti – The Holdovers as Paul Hunham
- Jeffrey Wright – American Fiction as Thelonius "Monk" Ellison

### Najbolja glavna glumica
- Emma Stone – Uboga stvorenja as Bella Baxter / Victoria Blessington
- Annette Bening – Nyad as Diana Nyad
- Lily Gladstone – Ubojice cvjetnog mjeseca as Mollie Burkhart
- Sandra Huller – Anatomija pada as Sandra Voyter
- Carey Mulligan – Maestro as Felicia Montealegre Bernstein

### Najbolji sporedni glumac
- Robert Downey Jr. – Oppenheimer kao Lewis Strauss
- Sterling K. Brown – American Fiction kao Clifford "Cliff" Ellison
- Robert De Niro – Ubojice cvjetnog mjeseca kao William King Hale
- Ryan Gosling – Barbie as Ken
- Mark Ruffalo – Uboga stvorenja as Duncan Wedderburn

### Najbolja sporedna glumica
- Da'Vine Joy Randolph – The Holdovers as Mary Lamb
- Emily Blunt – Oppenheimer as Katherine "Kitty" Oppenheimer
- Danielle Brooks – The Color Purple as Sofia Johnson
- America Ferrera – Barbie as Gloria
- Jodie Foster – Nyad as Bonnie Stoll

### Najbolji originalni scenarij
- Anatomija pada – Justine Triet and Arthur Harari
- The Holdovers – David Hemingson
- Maestro – Bradley Cooper i Josh Singer
- May December – Samy Burch
- Past Lives – Celine Song

### Najbolji adaptirani scenarij
- American Fiction – Cord Jefferson; adaptirano prema  noveli Erasure, Percivala Everetta
- Barbie – Greta Gerwig and Noah Baumbach; adaptirano prema liku, Ruth Handler
- Oppenheimer – Christopher Nolan; adaptirano prema biografiji American Prometheus, Kai Bird i Martina J. Sherwina
- Uboga stvorenja – Tony McNamara; adaptirano prema Alisdair Grayjevoj noveli
- Zona interesa – Jonathan Glazer; adaptirano prema Martin Amisovoj noveli

### Najbolji strani film
- Zona interesa (Ujedinjeno Kraljevstvo) – Jonathan Glazer
- Io capitano (Italija) – Matteo Garrone
- Perfect Days (Japan) – Wim Wenders
- Snježno bratstvo (Španjolska) – J.A. Bayona
- The Teachers' Lounge (Njemačka) – İlker Çatak

### Najbolji animirani film
- Dječak i čaplja – Hayao Miyazaki i Toshio Suzuki
- Elementi – Peter Sohn i Denise Ream
- Nimona – Nick Bruno, Troy Quane, Karen Ryan i Julie Zackary
- Robot Dreams – Pablo Berger, Ibon Cormenzana, Ignasi Estapé i Sandra Tapia Díaz
- Spider-Man: Putovanje kroz Spider-svijet – Kemp Powers, Justin K. Thompson, Phil Lord, Christopher Miller i Amy Pascal

### Najbolja fotografija
- Oppenheimer – Hoyte van Hoytema
- El Conde – Edward Lachman
- Ubojice cvjetnog mjeseca – Rodrigo Prieto
- Maestro – Matthew Libatique
- Uboga stvorenja – Robbie Ryan

### Najbolja montaža
- Oppenheimer – Jennifer Lame
- Anatomija pada – Laurent Sénéchal
- The Holdovers – Kevin Tent
- Ubojice cvjetnog mjeseca – Thelma Schoonmaker
- Uboga stvorenja – Yorgos Mavropsaridis

### Najbolja scenografija
- Uboga stvorenja – James Price i Shona Heath; Dekoracija seta: Zsuzsa Mihalek
- Barbie – Sarah Greenwood; Dekoracija seta: Katie Spencer
- Ubojice cvjetnog mjeseca – Jack Fisk; Dekoracija seta: Adam Willis
- Napoleon – Arthur Max; Dekoracija seta: Elli Griff
- Oppenheimer – Ruth De Jong; Dekoracija seta: Claire Kaufman

### Najbolja šminka
- Uboga stvorenja – Nadia Stacey, Mark Coulier i Josh Weston
- Golda – Karen Hartley Thomas, Suzi Battersby i Ashra Kelly-Blue
- Maestro – Kazu Hiro, Kay Georgiou i Lori McCoy-Bell
- Oppenheimer – Luisa Abel
- Snježno bratstvo – Ana López-Puigcerver, David Martí i Montse Ribé

### Najbolji dizajn kostima
- Uboga stvorenja – Holly Waddington
- Barbie – Jacqueline Durran
- Ubojice cvjetnog mjeseca – Jacqueline West
- Napoleon – Janty Yates i Dave Crossman
- Oppenheimer – Ellen Mirojnick

### Najbolji vizualni efekti
- Godzilla Minus One – Takashi Yamazaki, Kiyoko Shibuya, Masaki Takahashi i Tatsuji Nojima
- Kreator – Jay Cooper, Ian Comley, Andrew Roberts i Neil Corbould
- Čuvari galaksije Vol. 3 – Stephane Ceretti, Alexis Wajsbrot, Guy Williams i Theo Bialek
- Nemoguća misija: Odmazda - prvi dio – Alex Wuttke, Simone Coco, Jeff Sutherland i Neil Corbould
- Napoleon – Charley Henley, Luc-Ewen Martin-Fenouillet, Simone Coco i Neil Corbould

### Najbolja originalna glazba
- Oppenheimer – Ludwig Göransson
- American Fiction – Laura Karpman
- Indiana Jones i artefakt sudbine – John Williams
- Ubojice cvjetnog mjeseca – Robbie Robertson
- Uboga stvorenja – Jerskin Fendrix

### Najbolja originalna pjesma
- "What Was I Made For?" iz filma Barbie – glazba i tekst: Billie Eilish i Finneas O'Connell
- "The Fire Inside" iz filma Flamin' Hot – glazba i tekst: Diane Warren
- "I'm Just Ken" iz filma Barbie – glazba i tekst: Mark Ronson i Andrew Wyatt
- "It Never Went Away" iz filma Američka simfonija – glazba i tekst: Jon Batiste i Dan Wilson
- "Wahzhazhe (A Song For My People)" iz filma Ubojice cvjetnog mjeseca – glazba i tekst: Scott George

### Najbolji zvuk
- Zona interesa – Johnnie Burn i Tarn Willers
- Kreator – Ian Voigt, Erik Aadahl, Ethan Van der Ryn, Tom Ozanich i Dean Zupancic
- Maestro – Richard King, Steve Morrow, Tom Ozanich, Jason Ruder, and Dean Zupancic
- Nemoguća misija: Odmazda - prvi dio – Chris Munro, James H. Mather, Chris Burdon i Mark Taylor
- Oppenheimer – Willie Burton, Richard King, Kevin O’Connell, i Gary A. Rizzo

### Najbolji dokumentarni film
- 20 Days in Mariupol – Mstyslav Chernov, Michelle Mizner and Raney Aronson-Rath
- Bobi Wine: Narodni predsjednik – Moses Bwayo, Christopher Sharp and John Battsek
- The Eternal Memory – Nominees to be determined
- Četiri kćeri – Kaouther Ben Hania and Nadim Cheikhrouha
- To Kill a Tiger – Nisha Pahuja, Cornelia Principe and David Oppenheim

### Najbolji kratkometražni dokumentarni film
- The Last Repair Shop – Ben Proudfoot and Kris Bowers
- The ABCs of Book Banning – Sheila Nevins and Trish Adlesic
- The Barber of Little Rock – John Hoffman and Christine Turner
- Island in Between – S. Leo Chiang and Jean Tsien
- Nǎi Nai & Wài Pó – Sean Wang and Sam Davis

### Najbolji kratkometražni igrani film
- Čudesna priča o Henryju Sugaru
- The After
- Invincible
- Knight of Fortune
- Red, White and Blue

### Najbolji kratkometražni animirani film
- War Is Over! – Dave Mullins and Brad Booker
- Letter to a Pig – Tal Kantor i Amit R. Gicelter
- Ninety-Five Senses – Jerusha Hess and Jared Hess
- Naša uniforma (Our Uniform) – Yegane Moghaddam
- Debelokožac (Pachyderme) – Stéphanie Clément and Marc Rius

## Specijalne nagrade
Akademija će 9. siječnja 2024. održati svoju 14. godišnju dodjelu Governors Awards, tijekom koje će se dodijeliti sljedeće nagrade:

### Oscar za životno djelo
- Angela Bassett
- Mel Brooks
- Carol Littleton

### Humanitarna nagrada Jean Hersholt
- Michelle Satter

## Filmovi s najviše nominacija i nagrada

### Nominacije
| Nominacija | Film                                |
| ---------- | ----------------------------------- |
| 13         | Oppenheimer                         |
| 11         | Uboga stvorenja                     |
| 10         | Ubojice cvjetnog mjeseca            |
| 8          | Barbie                              |
| 7          | Maestro                             |
| 5          | American Fiction                    |
| 5          | Anatomija pada                      |
| 5          | The Holdovers                       |
| 5          | Zona interesa                       |
| 3          | Napoleon                            |
| 2          | Kreator                             |
| 2          | Nemoguća misija: Odmazda - prvi dio |
| 2          | Nyad                                |
| 2          | Prošli životi                       |
| 2          | Snježno bratstvo                    |

### Nagrade
| Nagrada | Film            |
| ------- | --------------- |
| 7       | Oppenheimer     |
| 4       | Uboga stvorenja |
| 2       | Zona interesa   |

## Vanjske poveznice
- Academy Awards - Službena stranica
- The Academy of Motion Picture Arts and Sciences - Službena stranica